# 烏韋里河
烏韋里河是俄羅斯西北部的河流，位於諾夫哥羅德州，屬於姆斯塔河的支流，河道全長90公里、流域面积3,930平方公里，發源自博羅維奇東北，河流闊度20至40米。